# Каронга (дистрикт)
Каронга је један од дистрикта у Северном региону Малавија. Дистрикт заузима површину од 3.355 километара квадратних и има популацију од 194.572 становника. Он чини границу између Танзаније и Малавија, где углавном живи племе Нконда. Остала племена су Хенга (јужни део) и Њакјуса (мигранти из Танзаније). Главни град је Каронга.

## Економија
Током последњих пет године било је много развоја у региону због открића уранијума, а и путеви су побољшани.

## Градови
- Каронга - главни град дистрикта

## Туризам
Постоје многи хотели и пансиони у Каронги дуж обале језера Малави. Међутим пливање се не препоручује због пужне грознице које има много у овој области.

## Подела
Каронгу можемо поделити на:
- Централну Каронгу
- Северну Каронгу
- Североисточну Каронгу
- Каронгу Њунгве
- Јужну Каронгу

Традиционално Каронга је подељена на:
- Васамбо
- Кјунгу
- Мвакабоко
- Килипула
- Мвиранг'омбе
- Бома

## Познати људи
- Џефри ду Мханго - малавијски економиста, аутор и политичар.
- Базука Мичел Калвефу Мханго – правник, педагог и политичар.